# HD 116957
HD 116957，又名BD+46 1868，SAO 44611、HR 5067，是一颗恒星，视星等为5.88，位于銀經105.14，銀緯69.88，其B1900.0坐标为赤經13h 21m 59.1s，赤緯+46° 69.88′ 54″。